# Fiss
Fiss è un comune austriaco di 1 007 abitanti nel distretto di Landeck, in Tirolo. Stazione sciistica, fa parte del comprensorio Serfaus–Fiss–Ladis.